# Rocío Corona Nakamura
María del Rocío Corona Nakamura (Guadalajara, Jalisco, 3 de febrero de 1964) es una política mexicana, que fue miembro del Partido Revolucionario Institucional (PRI) y lo es actualmente del Partido Verde Ecologista de México (PVEM). Ha sido seis veces diputada al Congreso del Estado de Jalisco y en dos diputada federal.

## Biografía
Es licenciada en Derecho egresada de la Universidad de Guadalajara, misma institución en la que tiene una maestría en Derecho con orientación en Derecho Constitucional y Amparo. Ha ejercido como docente de Historia de México y de Sociología en la Escuela Preparatoria de Jalisco en la misma Universidad de Guadalajara.
Miembro del PRI desde 1979. Entre 1981 y 1982 fue coordinadora general del Movimiento Nacional Juvenil Revolucionario (MNJR) en Guadalajara, de 1983 a 1984 fue secretaria de Promoción y Gestorías Sociales del comité estatal de la Federación de Organizaciones Populares y de 1984 a 1989 fue secretaria de Acción Social del comité municipal del PRI en Guadalajara.
En 1986 fue elegida por primera ocasión diputada al Congreso del Estado, representando al distrito 16 local en la LI Legislatura que concluyó en 1989. Al concluir este cargo, de 1989 a 1990 fue jefa de Atención Ciudadana y Audiencia Pública del gobierno de Jalisco y de 1990 a 1992 fue secretaria de Gestión Social del comité estatal del PRI. De 1992 a 1995 fue por segunda ocasión diputada local, por el mismo distrito 16 a la LIII Legislatura estatal. Simultáneamente en 1992 fue oficial mayor de la Fundación Jalisco Cambio XXI y de 1992 a 1994 secretaria de Organización del comité municipal del PRI en Guadalajara.
En 1995 fue elegida regidora del ayuntamiento de Guadalajara que encabezó en panista César Coll Caravias, concluyendo en 1997. Desde 1995 y hasta 2000 fue representante estatal del Congreso de Mujeres para el Cambio en Jalisco. En 1998 había sido elegida diputada local suplente en la LV Legislatura estatal por la vía de la representación proporcional y siendo propietario José Manuel Correa Ceceña, cuando este se separó el cargo, Rocío Corona ocupó por tercera ocasión el cargo de diputada local de 2000 a 2001.
De 2001 a 2004 ocupó el cargo de coordinadora general de los Bufetes Jurídicos de Servicio Social de la Universidad de Guadalajara y en 2004 fue postulada y elegida por cuatro ocasión diputada local, representando al Distrito 13 local en la LVII Legislatura del estado; al concluir, de 2007 a 2009 fue por segunda ocasión regidora del ayuntamiento de Guadalajara ahora presidido por Alfonso Petersen Farah del PAN y finalizando dicho puesto pasó por quinta ocasión al Congreso del Estado, como diputada por el Distrito 11 local en la LIX Legislatura que concluyó en 2012. En esta legislatura fue presidenta de la comisión de Cultura; así como vocal de las comisiones de Educación; de Ciencia y Tecnología; y de Juventud y Deporte. De 2008 a 2011 fue secretaria general del PRI Municipal de Guadalajara.
En 2012 fue postulada por su partido y elegida por primera ocasión diputada federal, integrando la LXII Legislatura por la vía de la representación proporcional y concluyendo su cargo en 2015. En la Cámara de Diputados federal fue secretaria de las comisiones de Justicia; y, de Juventud; además de integrante de las comisiones de Desarrollo Social; y, de Régimen, Reglamentos y Prácticas Parlamentarias.
De 2015 a 2018 fue sexta ocasión diputada al Congreso de Jalisco, esta vez por representación proporcional en la LXI Legislatura; y en 2016 fue secretario general del comité ejecutivo del Movimiento Territorial en Jalisco.
Tras estos hechos, renunció a su militancia en el PRI y se unió al PVEM, y en las elecciones de 2021 fue postulada candidata de diputada federal por a coalición Juntos Hacemos Historia por el Distrito 9 de Jalisco, siendo elegida a la LXV Legislatura que concluyó en 2024. En la Cámara de Diputados fue secretaria de las comisiones de Justicia; de Régimen, Reglamentos y Prácticas Parlamentarias; y, de Ganadería.